# فلوریان شوارتهوف
فلوریان شوارتهوف (آلمانی: Florian Schwarthoff؛ زادهٔ ۷ مه ۱۹۶۸) دوندهٔ دو بامانع اهل آلمان بود.
وی در مسابقات کشوری و بین‌المللی در مجموع برندهٔ ۱ مدال نقره و ۱ مدال برنز شده‌است.